# Персі Гіт
Пе́рсі Леро́й Гіт (англ. Percy Leroy Heath; 30 квітня 1923, Вілмінгтон, Північна Кароліна — 28 квітня 2005, Саутгемптон, Нью-Йорк) — американський джазовий контрабасист, учасник гурту Modern Jazz Quartet. Брат саксофоніста Джиммі Гіта та ударника Альберта Гіта.

## Біографія
Народився 30 квітня 1923 року у Вілмінгтоні, штат Північна Кароліна. Йрго брати Джиммі Гіт та Альберт «Туті» Гіт. Батько грав на кларнеті в парадному оркестрі, а матір і бабуся співали у хорі. У віці 8 років почав грати на скрипці, також співав на радіопередачі. Навчався грати на контрабасі в Музичній школі Гранофф у Філадельфії (1946).
Вперше виступив з Редом Гарлендом (1946), потім грав з Голлісом Гопперсом, перед тим як стати штатним басистом в клубі Down Beat Club у Філадельфії. У 1947 році переїхав в Нью-Йорк; грав з Говардом Макгі, Майлзом Девісом, Фетсом Наварро, Дж. Дж. Джонсоном. Грав з Діззі Гіллеспі (1950—52), також виступав з Чарлі Паркером, Телоніусом Монком, Горасом Сільвером, Кліффордом Брауном. У 1951 році приєднався до квартет Мілта Джексона, з Джоном Льюїсом і Кенні Кларком, який був перейменований у 1952 році на Modern Jazz Quartet (скорочено MJQ). Відіграв значну роль в успіху гурту. У 1954 році був визнаний «Новою зіркою» за версією журналу Down Beat.
Коли гурт тимчасово розпався у 1975 році, створив гурт Heath Brothers разом з двома братами, а також з Тоні Пурроне, Стенлі Ковеллом, Акірою Тана. Продовжив працювати з MJQ і Heath Brothers у 1980-х і 1990-х роках. Отримав ступінь почесного доктора від Музичного коледжу Берклі. У 2003 році випустив свій дебютний альбом як соліст  A Love Song у віці 80 років.
Помер 28 квітня 2005 року в Саутгемптоні у віці 81 року від раку кісток.

## Дискографія
- A Love Song ‎ (Daddy Jazz, 2004)